# Gyps indicus
El buitre de pico largo (Gyps indicus) es una especie de ave accipitriforme de la familia Accipitridae  en grave peligro de extinción. Este miembro de la familia Accipitridae sólo habita ciertas zonas montañosas de la India y otros países del Sudeste asiático. Algunos autores afirman que las poblaciones de Camboya forman una especie aparte, Gyps tenuirostris. No se conocen subespecies.